# Košarkaški klub Rabotnički Skopje
Il K.K. Rabotnički Skopje è una società cestistica, parte della polisportiva omonima, avente sede a Skopje, nella Repubblica di Macedonia. Fondata nel 1946, gioca nel campionato macedone.

## Roster 2020/21
| KK Rabotnički | KK Rabotnički |
| Giocatori     | Staff tecnico |
| ------------- | ------------- |

| N. | Naz.                          | Ruolo | Nome                 | Anno | Alt.    | Peso   |  |
| -- | ----------------------------- | ----- | -------------------- | ---- | ------- | ------ |  |
| 4  | Macedonia del Nord (bandiera) | G     | Petar Bošaleski      | 2004 | 1,90 cm | 75 kg  |  |
| 8  | Macedonia del Nord (bandiera) | G     | Petar Nikolić        | 1993 | 1,86 cm | 85 kg  |  |
| 10 | Macedonia del Nord (bandiera) | G     | Marjan Mladenović    | 1987 | 1,80 cm | 72 kg  |  |
| 11 | Macedonia del Nord (bandiera) | C     | Kiril Nikolovski (C) | 1988 | 2,10 cm | 80 kg  |  |
| 14 | Macedonia del Nord (bandiera) | AG    | Vasilij Srbinoski    | 2004 | 1,97 cm |        |  |
| 15 | Macedonia del Nord (bandiera) | C     | Ljubomir Mladenovski | 1995 | 2,10 cm | 110 kg |  |
| 21 | Serbia (bandiera)             | AP    | Stefan Balmazović    | 1989 | 1,99 cm | 98 kg  |  |
| 25 | Macedonia del Nord (bandiera) | G     | Viktor Efremovski    | 1998 | 1,94 cm | 88 kg  |  |
| 32 | Stati Uniti (bandiera)        | G     | Damier Pitts         | 1989 | 1,78 cm | 80 kg  |  |
|    | Macedonia del Nord (bandiera) | G     | Dragan Abrašev       | 2000 | 1,88 cm |        |  |
|    | Croazia (bandiera)            | AG    | Filip Bundović       | 1994 | 2,02 cm | 93 kg  |  |
|    | Slovenia (bandiera)           | G     | Mirko Mulalić        | 1988 | 1,95 cm | 90 kg  |  |
|    | Stati Uniti (bandiera)        | AG    | Raynere Thornton     | 1995 | 1,98 cm | 107 kg |  |

| Allenatore |
| - Dimitar Mirakovski                                                                                             |
| Assistente/i |
| - Andrej Lečić Apostolski Legenda - (C) Capitano - (IN) Inattivo - Infortunato Roster Aggiornato al: aprile 2021 |

## Palmarès
- Campionato macedone: 15

1992-93, 1993-94, 1994-95, 1995-96, 1996-97, 1997-98, 1998-99, 2000-01, 2001-02, 2002-03, 2003-04, 2004-05, 2005-06, 2008-09, 2017-18
- Coppa di Macedonia: 10

1993, 1994, 1998, 2003, 2004, 2005, 2006, 2011, 2015, 2019

## Cestisti
- Vernard Hollins 2004-2005